# Whales & Nightingales
Whales & Nightingales — восьмой студийный альбом американской певицы Джуди Коллинз, выпущенный в августе 1970 года на лейбле Elektra Records. Продюсером диска вновь стал Марк Абрамсон, аранжировками занимались Джошуа Рифкин и сама Коллинз. Эта работа Коллинз достигла 17-го места в чарте Billboard Top LP’s и получила золотую сертификацию.

## Отзывы критиков
Ноэль Коппейдж в ревью для Stereo Review написал: «Джуди Коллинз осталась островком здравомыслия и вкуса посреди нашего водоворота, и это чрезвычайно разумная запись, сделанная с изяществом. Она также нежная. С годами Джуди смягчилась, и голос, записанный здесь, звучит гораздо спокойнее, чем в A Maid of Constant Sorrow. но это всё равно безошибочно голос Джуди Коллинз».
В The Rolling Stone Album Guide поставили альбому четыре звезды, а критик Пол Эванс отметил, что «Marieke» заметно выделяется на всём альбоме, также он заявил, что традиционная шотландская песня («Farewell to Tarwathie»), песни Дилана и Пита Сигера и мощная «Amazing Grace» показывают, что Коллинз возвращается в форму.

## Список композиций
| №  | Название                    | Автор(ы)                                      | Длительность |
| -- | --------------------------- | --------------------------------------------- | ------------ |
| 1. | «A Song for David»          | Джоан Баэз                                    | 3:30         |
| 2. | «Sons Of»                   | Эрик Блау, Жак Брель, Жерар Жуане, Морт Шуман | 2:26         |
| 3. | «The Patriot Game»          | Доминик Биэн                                  | 4:06         |
| 4. | «Prothalamium»              | Майкл Сахл, Аарон Крамер                      | 1:42         |
| 5. | «Oh, Had I a Golden Thread» | Пит Сигер                                     | 3:57         |
| 6. | «Gene’s Song»               | народная                                      | 1:22         |
| 7. | «Farewell to Tarwathie»     | народная                                      | 5:31         |

| №  | Название             | Автор(ы)                     | Длительность |
| -- | -------------------- | ---------------------------- | ------------ |
| 1. | «Time Passes Slowly» | Боб Дилан                    | 3:35         |
| 2. | «Marieke»            | Жак Брель, Жерар Жуане       | 3:18         |
| 3. | «Nightingale I»      | Джуди Коллинз                | 2:11         |
| 4. | «Nightingale II»     | Джуди Коллинз, Джошуа Рифкин | 5:19         |
| 5. | «Simple Gifts»       | народная                     | 1:32         |
| 6. | «Amazing Grace»      | Джон Ньютон                  | 4:03         |

## Позиции в хит-парадах
| Хит-парад (1970—1971)            | Высшая позиция |
| -------------------------------- | -------------- |
| Великобритания (UK Albums Chart) | 16             |
| США (Billboard 200)              | 17             |

## Сертификации и продажи
| Регион                                                      | Сертификация | Продажи  |
| ----------------------------------------------------------- | ------------ | -------- |
| США (RIAA)                                                  | Золотой      | 500 000^ |
| ^ Данные о тиражах приведены только на основе сертификации. |              |          |